# Fuchs Emil
Fuchs Emil (Fuksz Emil) (Palota, 1830. március 25. – Budapest, 1896. augusztus 28.) Budapest székesfőváros főkertésze.

## Életpályája
Édesapja (Fuchs János) gazdatiszt volt. Iskoláit a várpalotai piaristák gimnáziumában végezte. Gimnáziumi tanulmányait abbahagyva uradalmi kertészetekben tanulta meg a kertészeti ismereteket Csurgón, a Zichy család nagylángi birtokán, Somlóváron és a József nádor által alapított és ekkor Habsburg–Lotaringiai József Károly főherceg birtokában is továbbfejlesztett mintauradalomban, Alcsúton, melynek nemzetközi hírű arborétuma ma természetvédelmi terület. Ezután néhány évig az esztergomi prímási palota kertjének újjáalkotásával volt megbízva.
1865–1896 között Pest, majd Budapest főkertésze volt. Tehát 35 éves volt, amikor felváltotta a városi kertészi poszton Pecz Ármint, az állatkerti park tervezőjét. 1867. március 19-én hozta létre Pest Város Tanácsa a Fővárosi Kertészetet, melynek vezetőjeként mint Budapest főkertésze működött tovább. Kiemelten kezelte a Városligetet, és különösen kedvelte a fásítást, a fasorokat. Szívesen telepítette az akácfát, melyet „magyar nemzeti fának” is tartott. Ám a virágos park kialakításán is fáradozott, így a városligeti rondót (ismertebb nevén Köröndöt) is virágágyásokkal, és a közkedvelt rózsakerttel ültettette be. „Ettől kezdve a ligetben a szökőkutakból forró napokon hűsítő vízpermet szállt a levegőben, szólt a térzene a zenepavilonból – a nyári estéken benépesültek a sétányok.”  A gyógyulni vágyók ivókúrára használták az első, Ybl Miklós tervezte díszkutat (1884), a Gloriettet, amely a mai Hősök tere park felőli részén, a Millenniumi emlékmű helyén állt. Fuchs működési idejére esett az 1885. évi budapesti általános országos kiállítás, mely alkalomra – bár az épületek miatt a faállományt erősen megritkították (800 egyedet vágtak ki) –, az ekkor felépült Iparcsarnok környékén kialakították az első nagyvárosi jellegű ligeti sétaparkot. Külön pavilont kapott a virág- és zöldségbemutató is. Meghonosították a bécsi Práterben szokásos Blumenkorso szokását, 1893-tól néhány évig (1906-ig szinte évente) a városliget sétányain vonultak végig az arisztokrácia és ismert fővárosi személyiségek virággal gazdagon díszített fogatai. Általában időszakos díszkertészeti kiállítással kötötték össze az eseményt. 
1877-ben bontották el a kiegyezéskor megalkotott koronázási dombot a Ferenc József (később Roosevelt, ma Széchenyi István téren), a területet  parkosították, ekkor került mai helyére Deák és Széchenyi szobra. 1880-ban a Szervita tér (később Martinelli tér, ma ismét Szervita tér), a Múzeumkert végleges arculatának kialakítása, 1886-ban a Városmajor átépítése fűződik a nevéhez. Kísérletezett a Városligeti Faiskolában, ahol a város szükségleteire termesztették a növényeket, fákat. Előadásokat tartott, viszonylag kis számú publikációjában összefoglalást adott kertépítészeti nézeteiről.
Az 1885-ben megalakult Országos Magyar Kertészeti Egyesület választmányi tagja volt.
40 éves működés után gyomorrákban betegedett meg, maga kérte nyugdíjazását 1892-ben, s 1896-ban hunyt el, éppen az új megmérettetés, az ezredéves kiállítás előtt. Sírja a Fiumei úti sírkertben található (10-1-59), felesége, Pazaurek Cecília is vele együtt nyugszik.

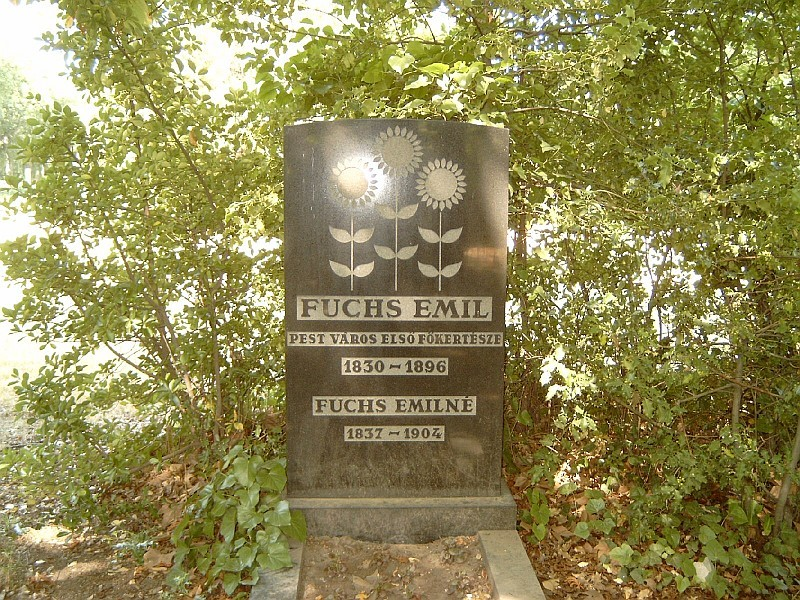
Fuchs Emil kertész sírja Budapesten. Kerepesi temető: 10-1-59.

## Művei
- Vezérkönyv a gazdasági fanevelés, szaporítás és rendezés, valamint a kiültetett fák évenkénti kezeléséről (Pest, 1864)
- A fővárosi városliget, annak környéke és a beltelki fasorok (Budapest, 1882)